# NGC 6654
NGC 6654 é uma galáxia espiral barrada (SB0-a) localizada na direcção da constelação de Draco. Possui uma declinação de +73° 10' 58" e uma ascensão recta de 18 horas, 24 minutos e 07,6 segundos.
A galáxia NGC 6654 foi descoberta em 11 de Setembro de 1883 por Lewis A. Swift.